# أولاد حسون
أولاد حسون هي قرية وجماعة قروية تقع في عمالة مراكش بجهة مراكش آسفي، المغرب، وبلغ عدد سكانها 23.475 نسمة حسب الإحصاء العام للسكان والسكنى لسنة 2014.